# Stříbrný potok (přítok Zbečnického potoka)
Stříbrný potok je drobný vodní tok v Královéhradeckém kraji, je posledním pravým přítokem Zbečnického potoka. Celková délka je 1,824 km.

## Popis
Stříbrný potok pramení dvěma prameny v lokalitě Studánky v katastru obce Zbečník v Červenokostelecké pahorkatině (podcelek Náchodské vrchoviny v Podorlické pahorkatině, Orlická oblast). Dle Centrální evidence vodních toků je hlavním pramenem ten, jenž je uveden v infoboxu (IDVT 10168029) a směřuje od západu na východ, nicméně vydatnější je tok, který přitéká z jihu (IDVT 10168030). Potok je uváděn v mapách i v evidenci vodních toků jako bezejmenný, nicméně je pro něj užíván název Stříbrný potok, což reflektují pouze mapy.cz. Druhý přítok teče poměrně hlubokým lesním údolím a po spojení obou toků směřuje Stříbrný potok východním směrem menším údolím rovnoběžným se Zbečnickým údolím; ještě na katastru obce Zbečník je na potoce v zahradě menší rybník Knoll o ploše 525 m2 a dále po toku na katastru města Hronova další větší, avšak neudržovaný, rybník o ploše 1114 m2. V době sucha je Stříbrný potok většinou napájen pouze pramenem, situovaným asi v polovině jižního toku (IDVT 10168030) po jeho výtoku z lesa.
Potok je poprvé zakreslen v tzv. I. vojenském (josefínském) mapování z poloviny 18. století, avšak bez svého druhého pramenu přitékajícího zprava. Zároveň je na jeho dolním toku přibližně v místě dnešního rybníka Knoll (založeného kolem r. 1930) zakreslen starší rybník. V pozdějších mapováních jsou již zakreslovány oba přítoky. V I. vojenském mapování je též zakreslen jeho pravostranný přítok, přitékající údolím Bosny mezi Hronovskou a Slavíkovskou strání Červenokostelecké pahorkatiny. Tento přítok se poté na žádných dalších mapách neobjevuje a není ani v evidenci vodních toků IDTV, ale ještě v 60. letech 20. století byl zcela zjevný a i později se v horním toku spontánně objevoval, zatímco v dolním toku byl postupně zatruben a zřejmě vzhledem ke stavební činnosti výše proti proudu také, nicméně dodnes jeho zatrubení vyúsťuje pod slučovacím objektem rybníka Knoll do Stříbrného potoka.
Potok po výtoku z prvního rybníka opouští asi po 80 metrech zatrubení a volně teče jižním směrem již na katastru Hronova podél železniční trati jako přítok druhého dolního rybníka (V Písníku/V Břízkách) a teprve odtud směřuje v zatrubení na jih a dále severovýchod do Zbečnického potoka. Na svém středním toku potok meandruje zejména z důvodu zanedbání údržby koryta.

## Fotogalerie

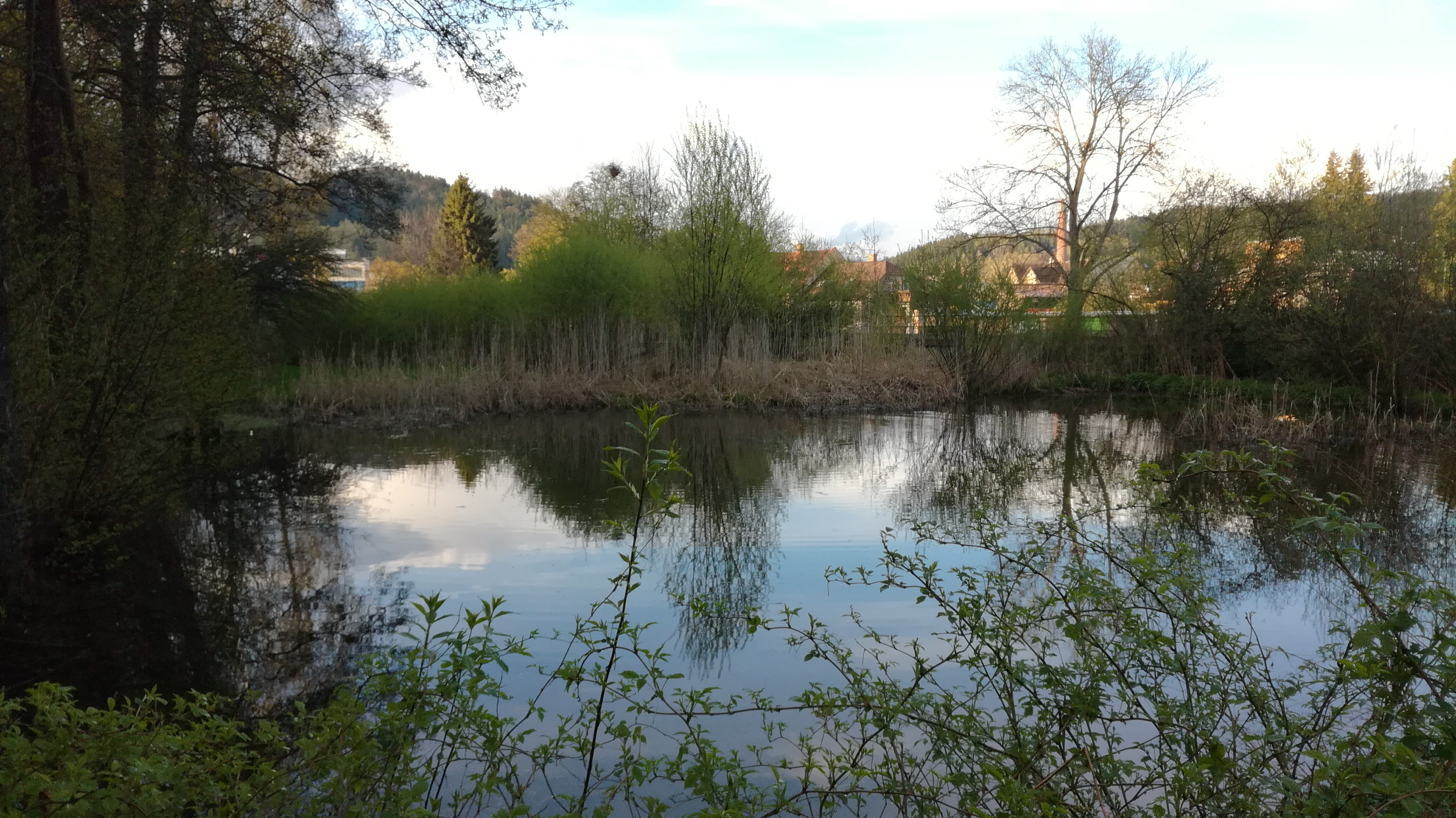
Dolní rybník, řečený V Písníku (V Břízkách)
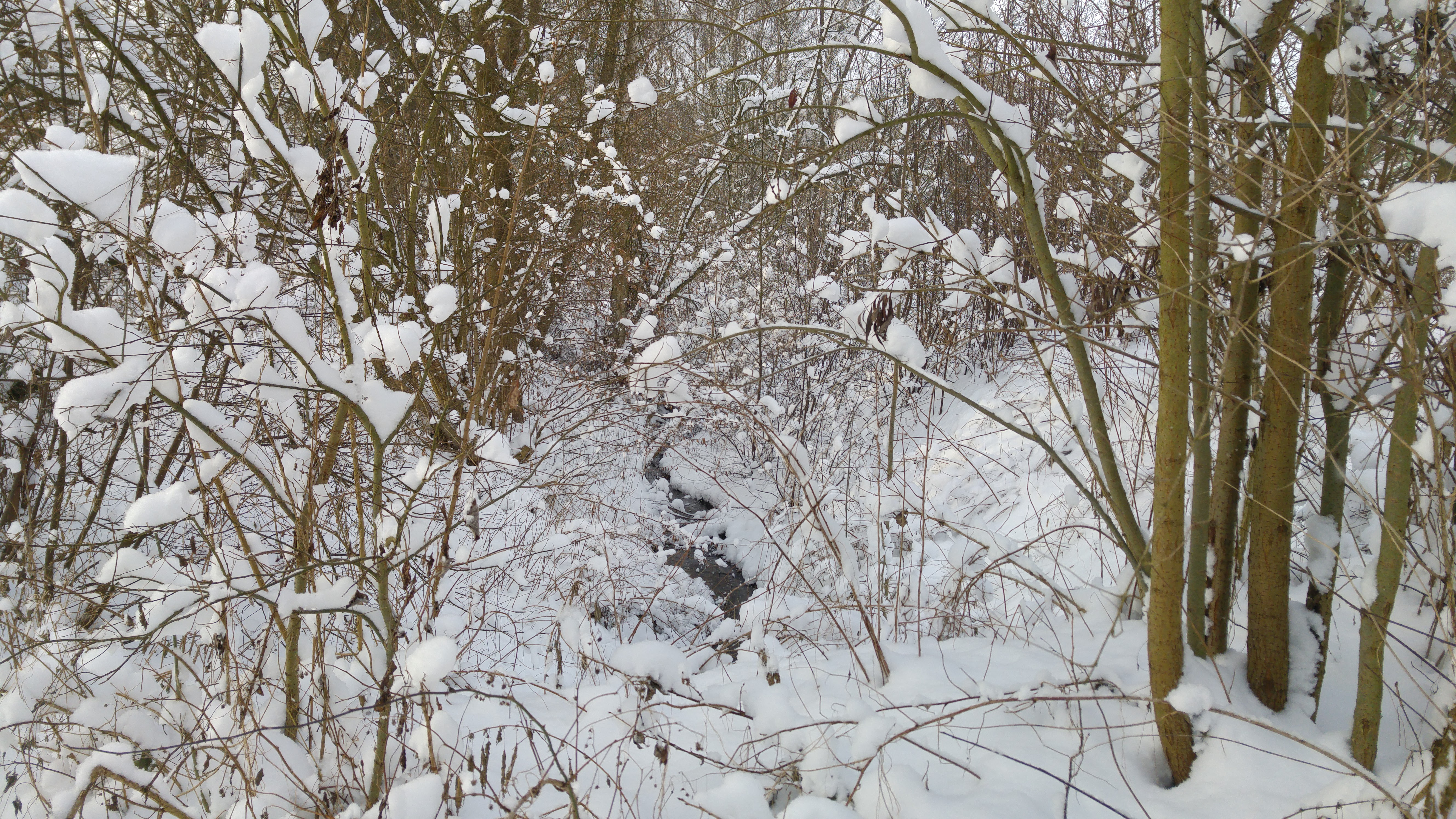
Stříbrný potok v zimě – střední tok
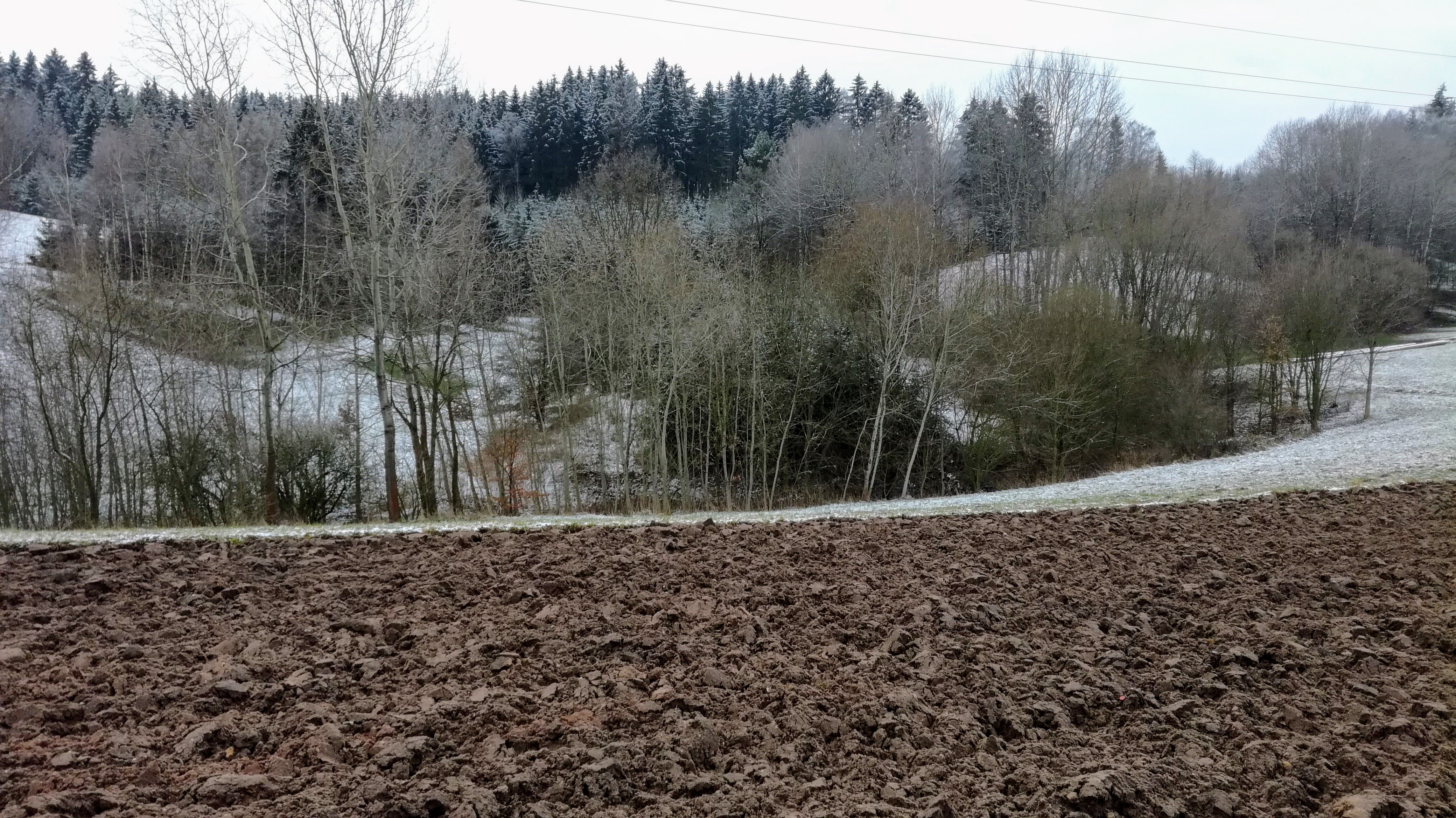
Údolí soutoku obou pramenů Stříbrného potoka
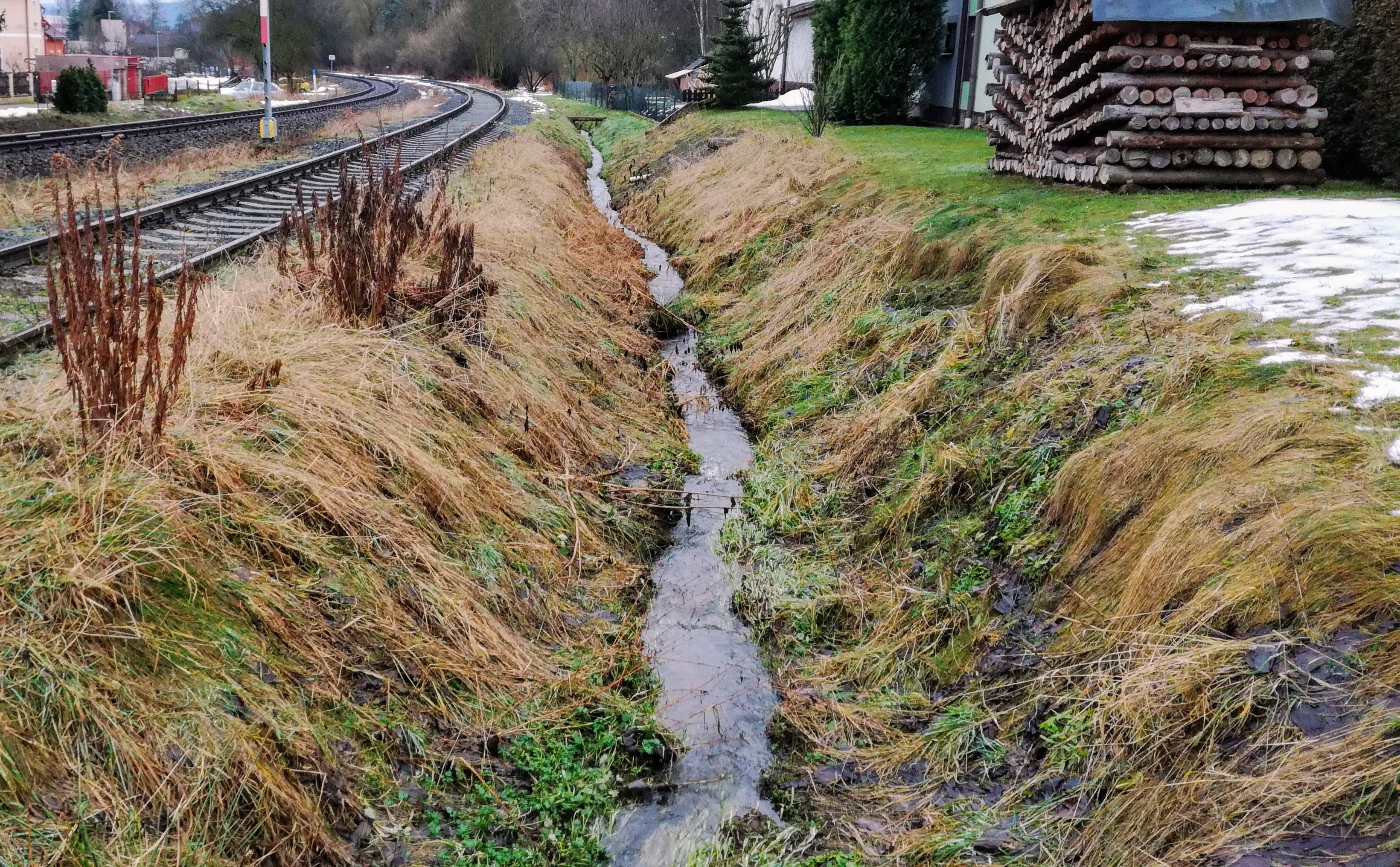
Tok potoka podél železniční tratě mezi oběma rybníky
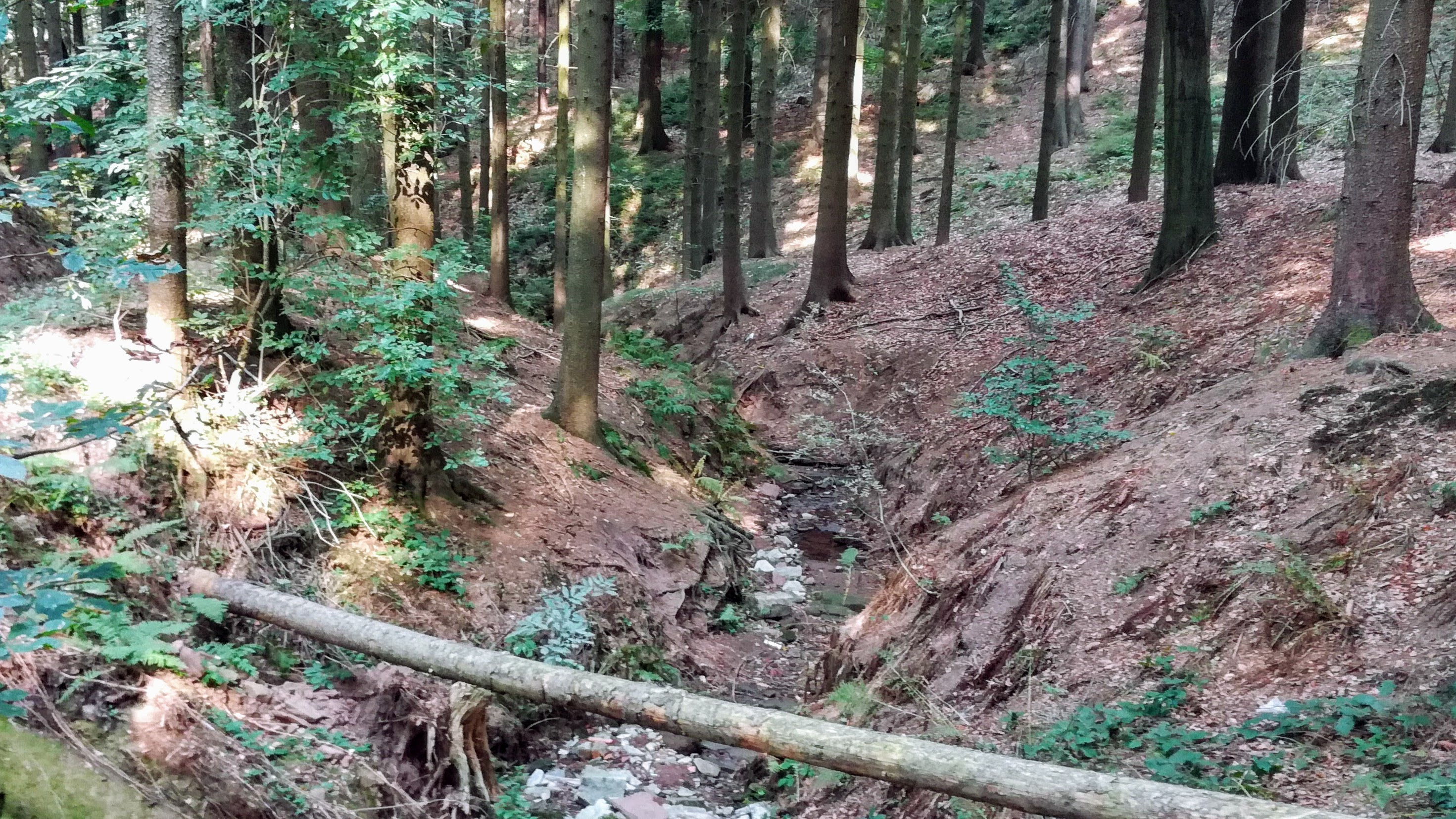
Druhý, vydatnější pramen Stříbrného potoka, takřka vyschlý koncem léta 2018
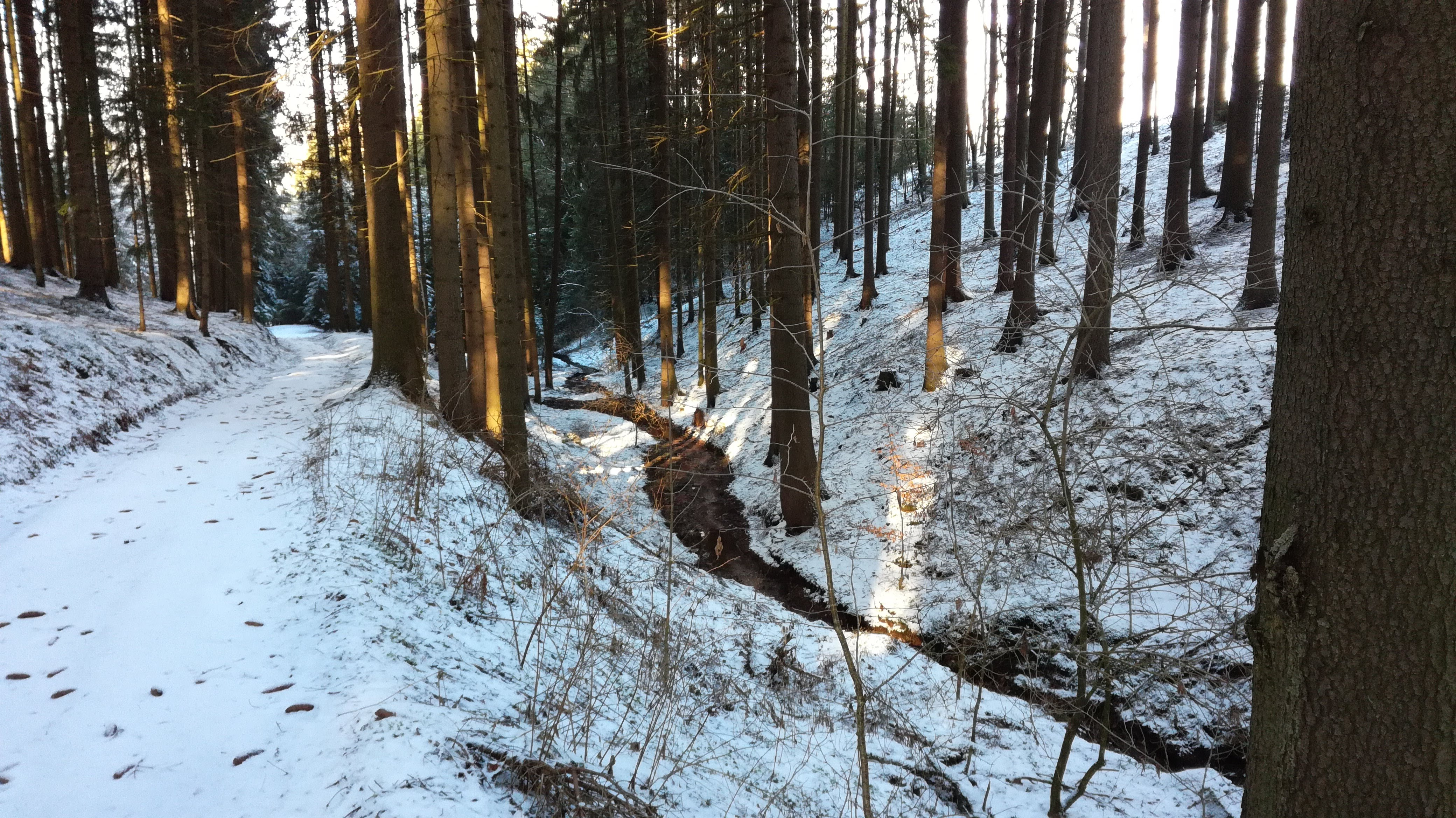
Pravý přítok Stříbrného potoka v zimě, Zbečník, Borky (Studánka)
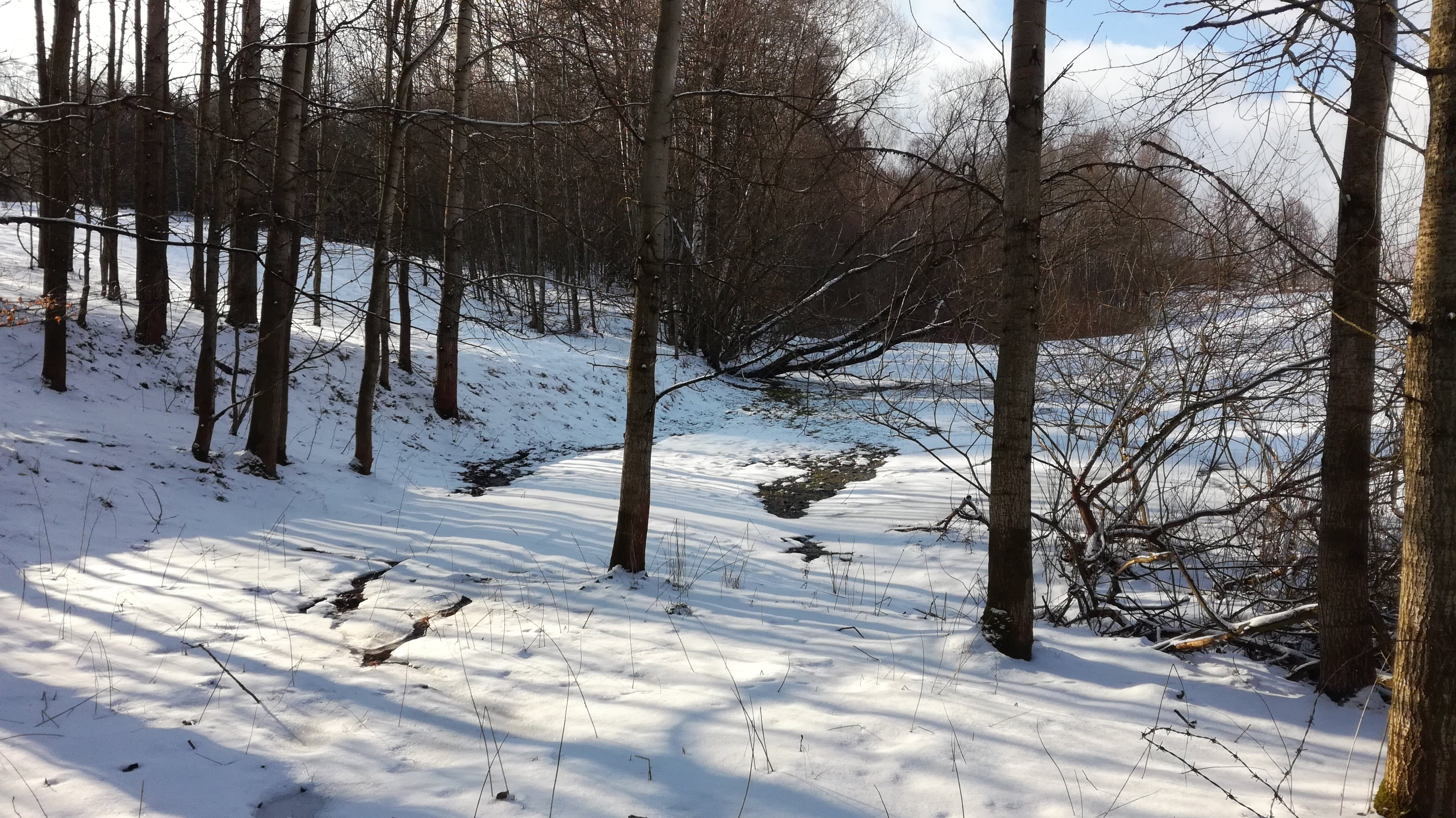
Stříbrný potok - horní tok před soutokem (hlavní tok)
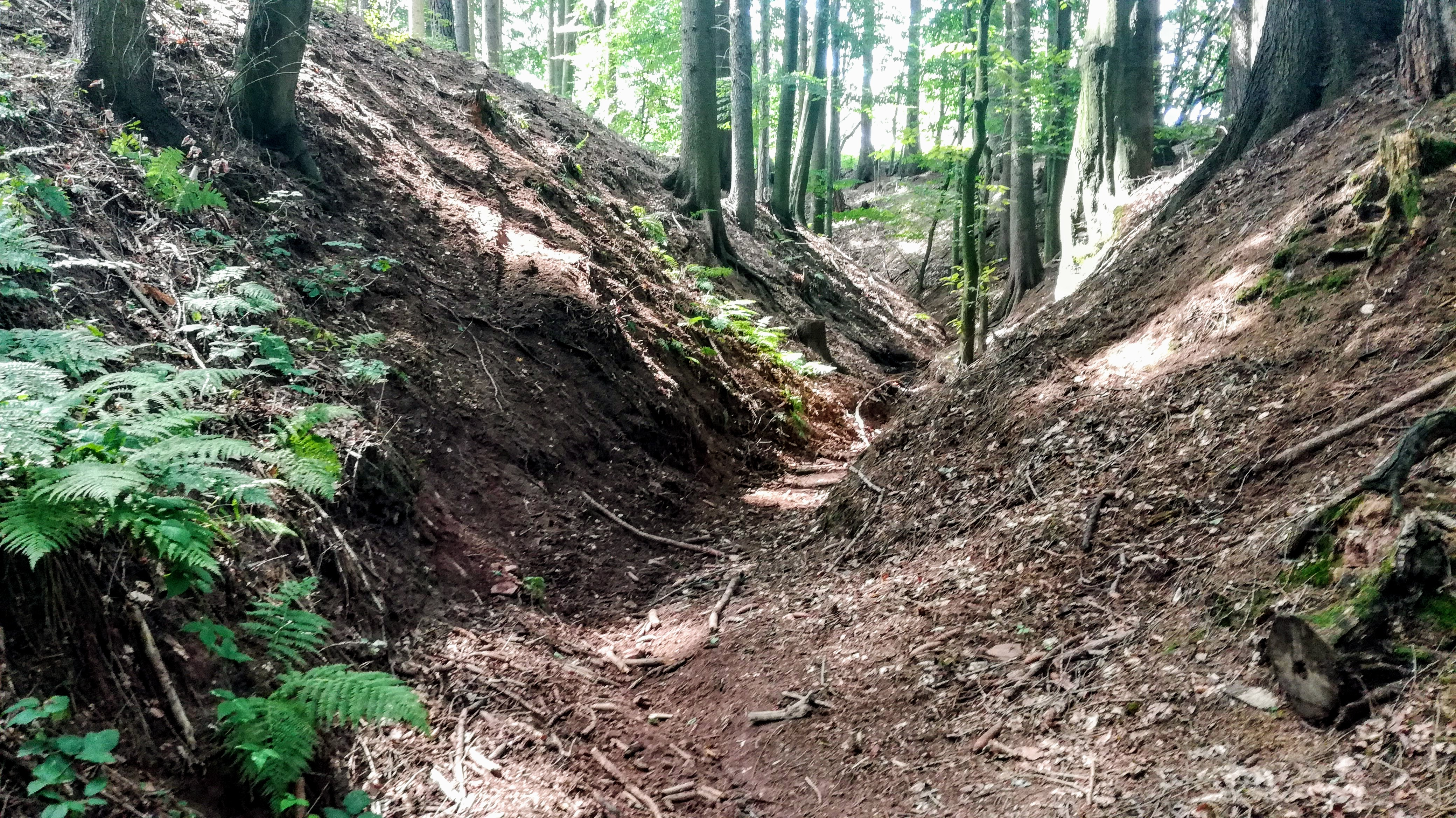
Vyschlé koryto hlavního pramenu Stříbrného potoka - horní tok, cca. 100 m pod pramenem
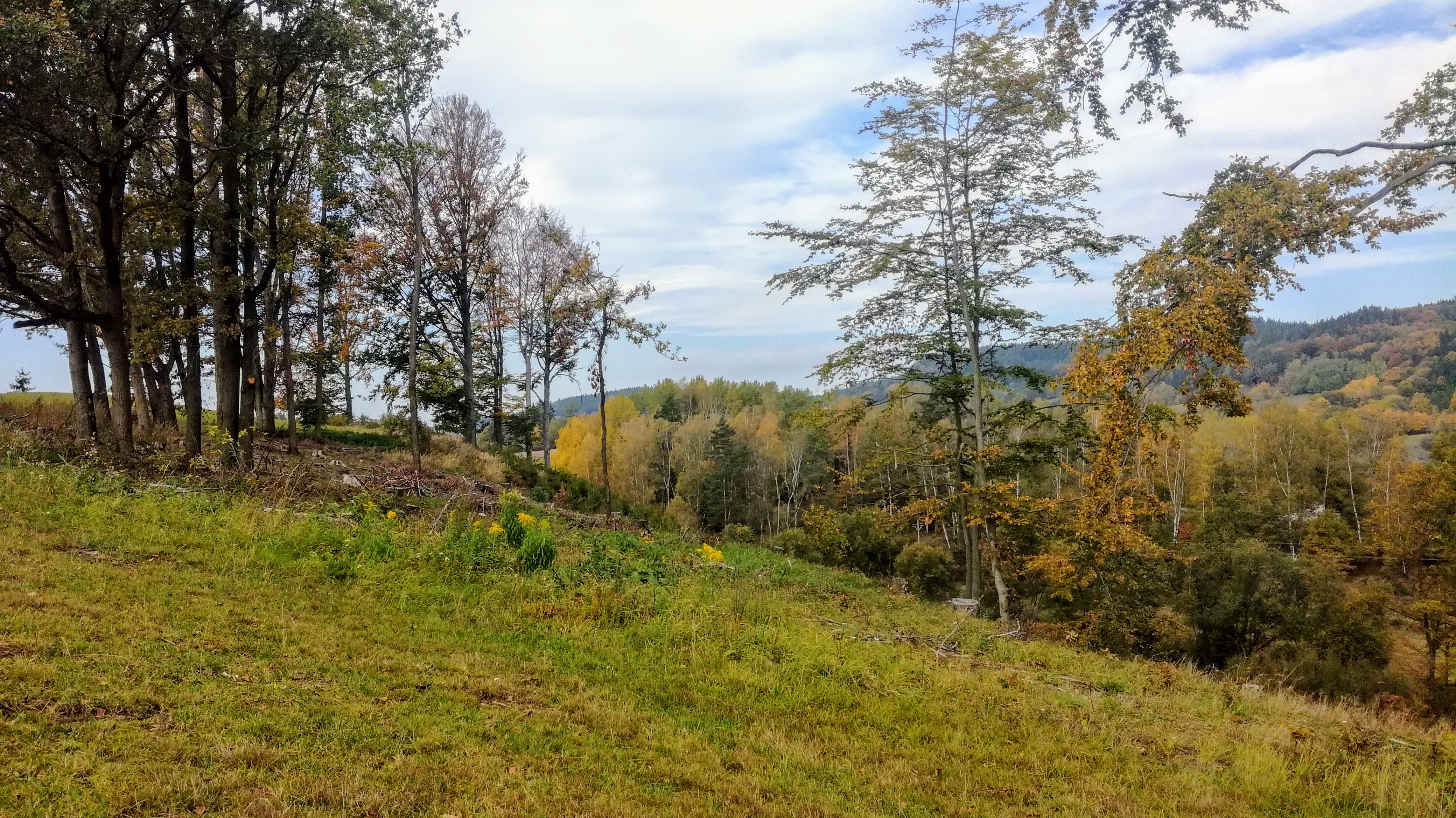
Údolí Stříbrného potoka mezi Hronovskou strání (421 m n. m.) a Chlomkem (419 m n. m.)
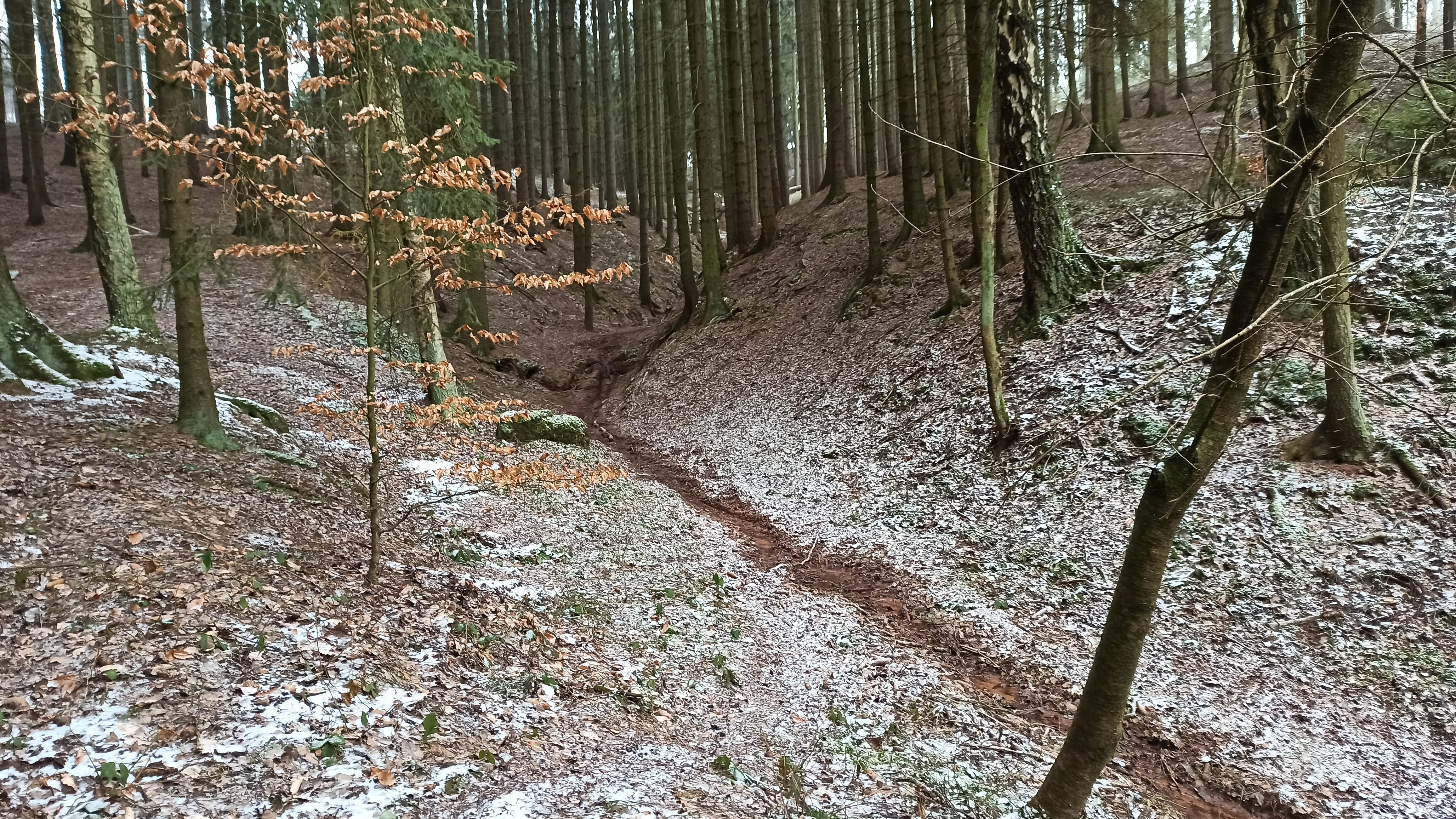
Sezónní levý přítok druhého pramenu Stříbrného potoka
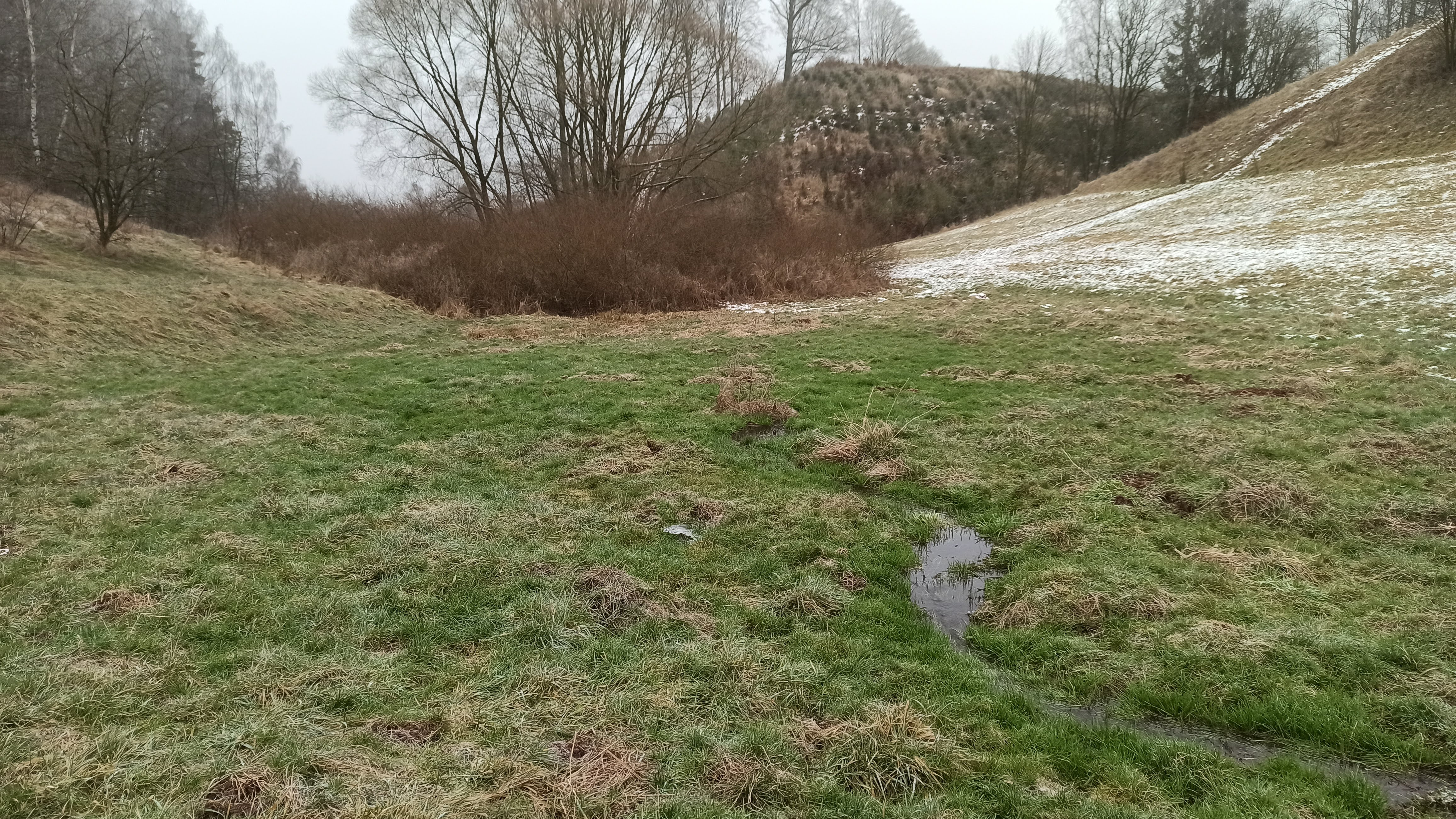
Údolí Stříbrného potoka - rozliv do louky v horním toku
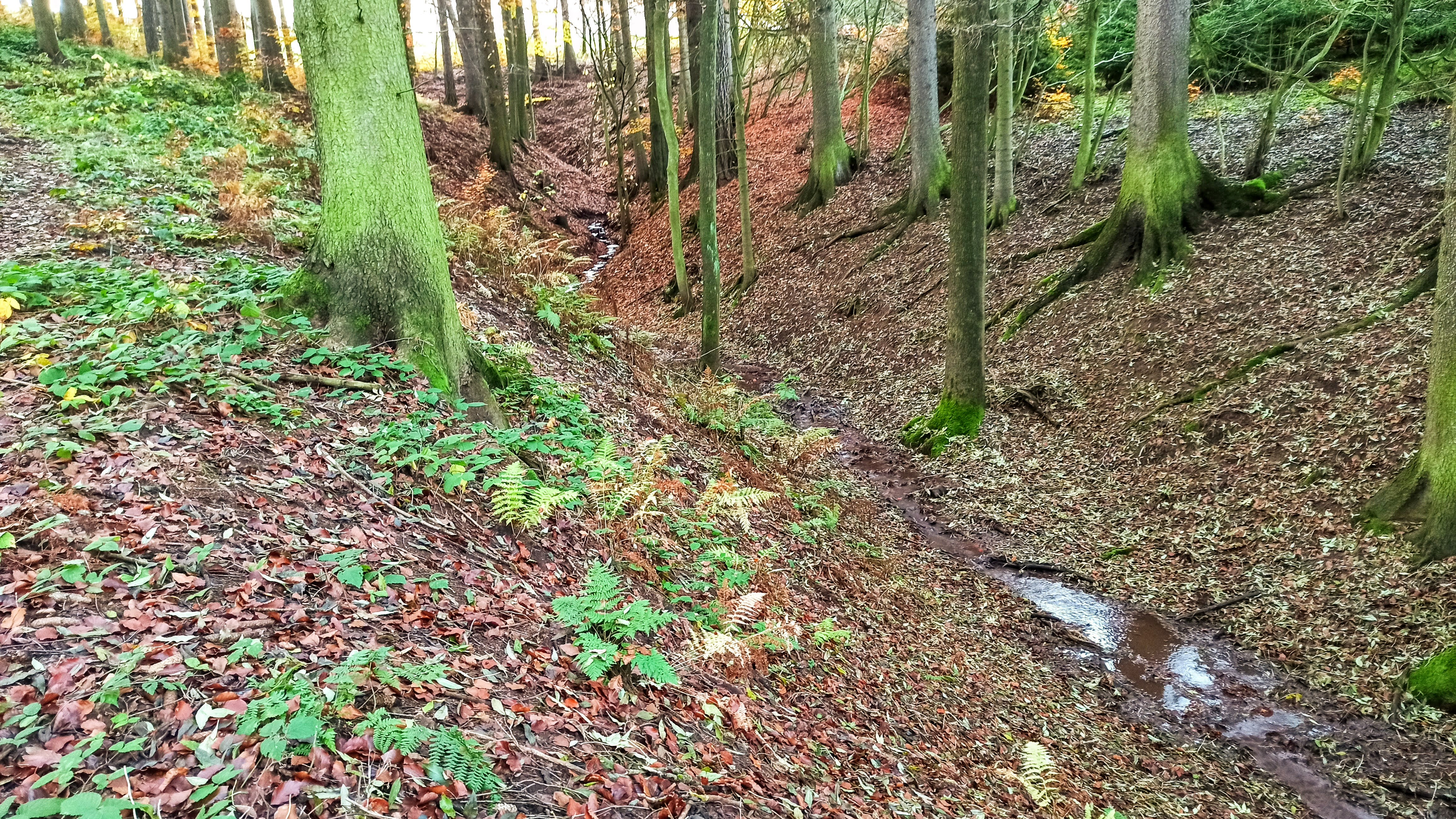
Horní tok Stříbrného potoka asi 100 m pod pramenem
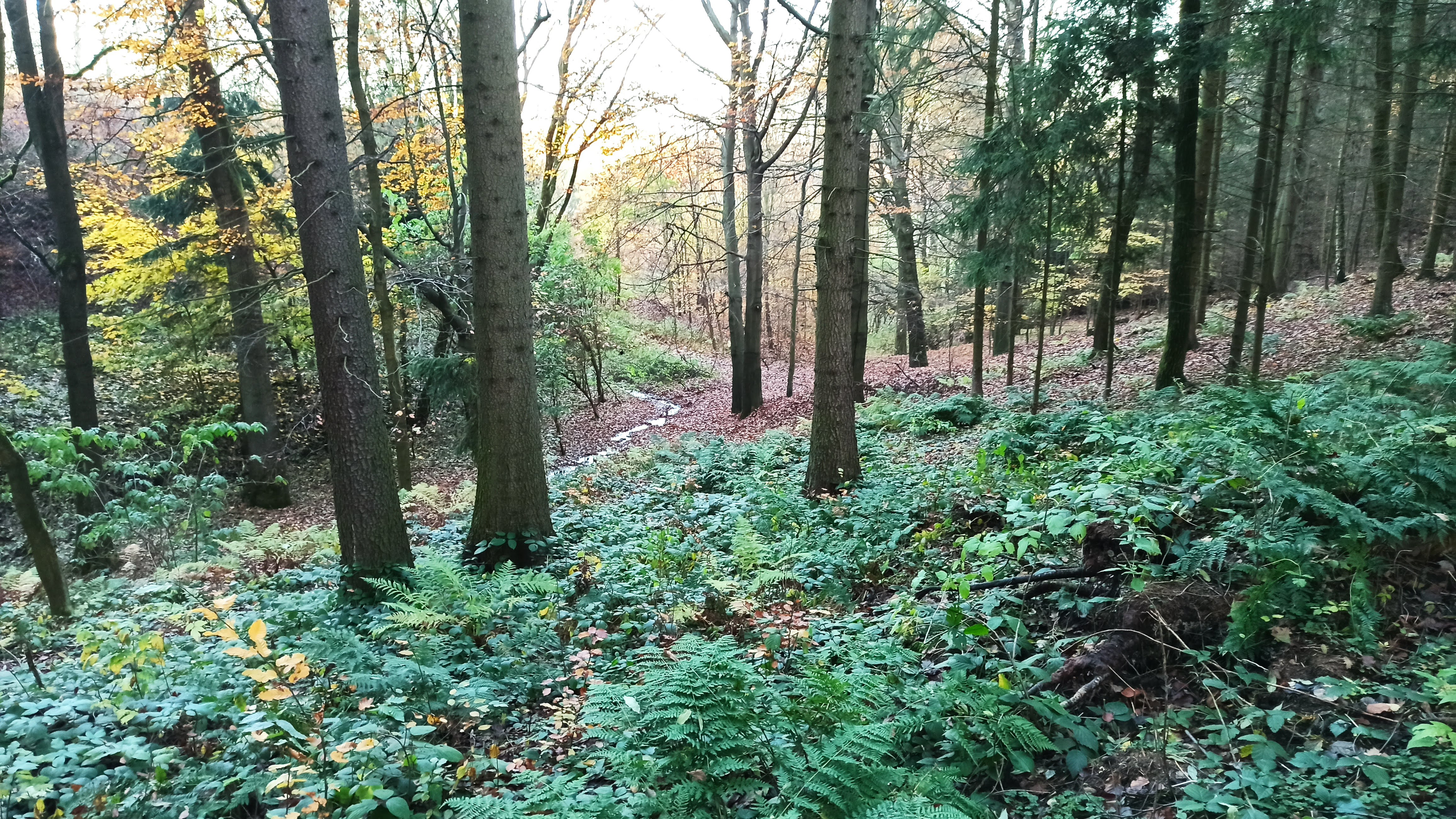
Horní tok Stříbrného potoka nad zatrubením pod cestou
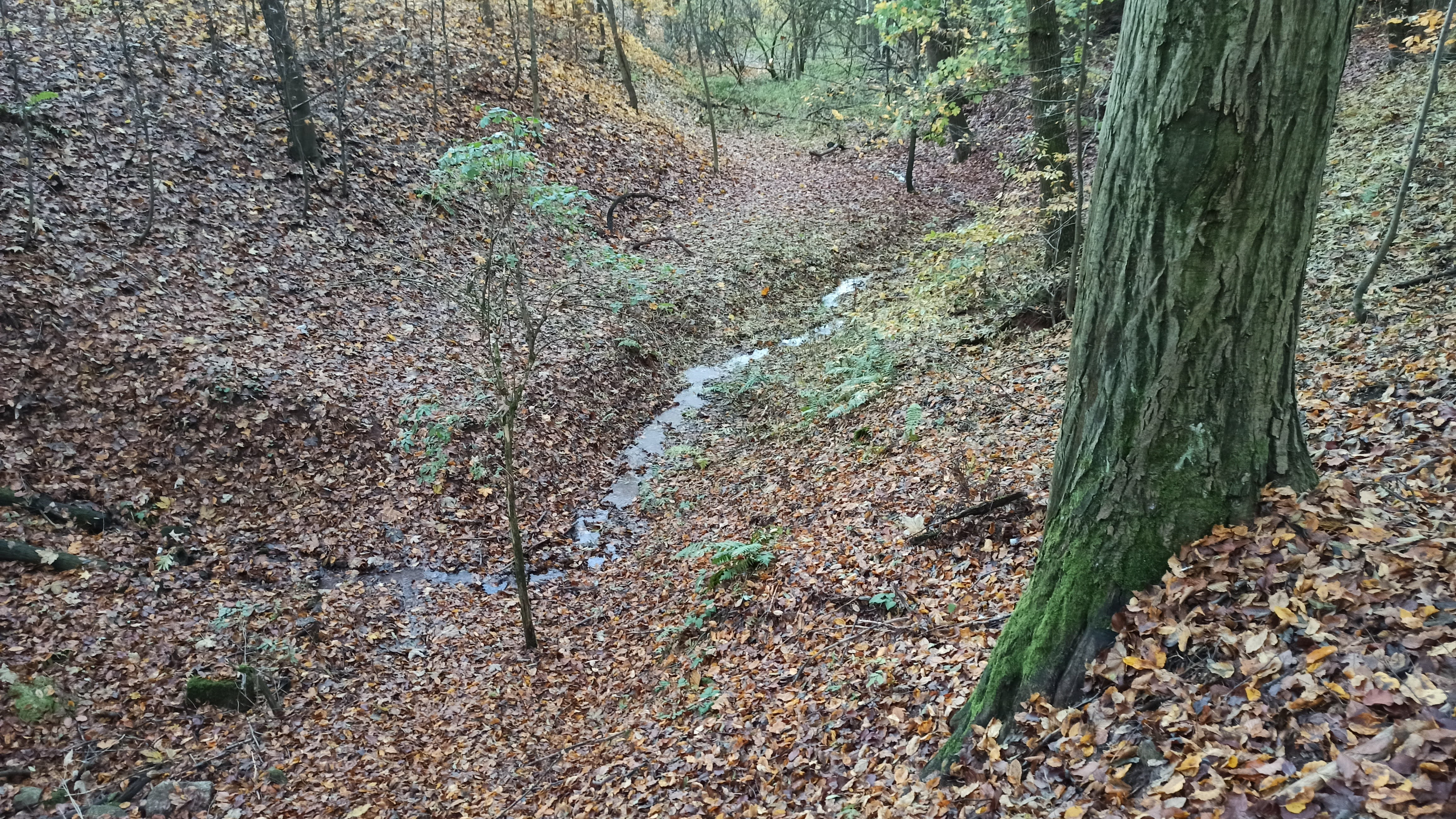
Tok Stříbrného potoka pod cestou v lese, v němž pramení